# Kardinal-Newman-Denkmal (London)

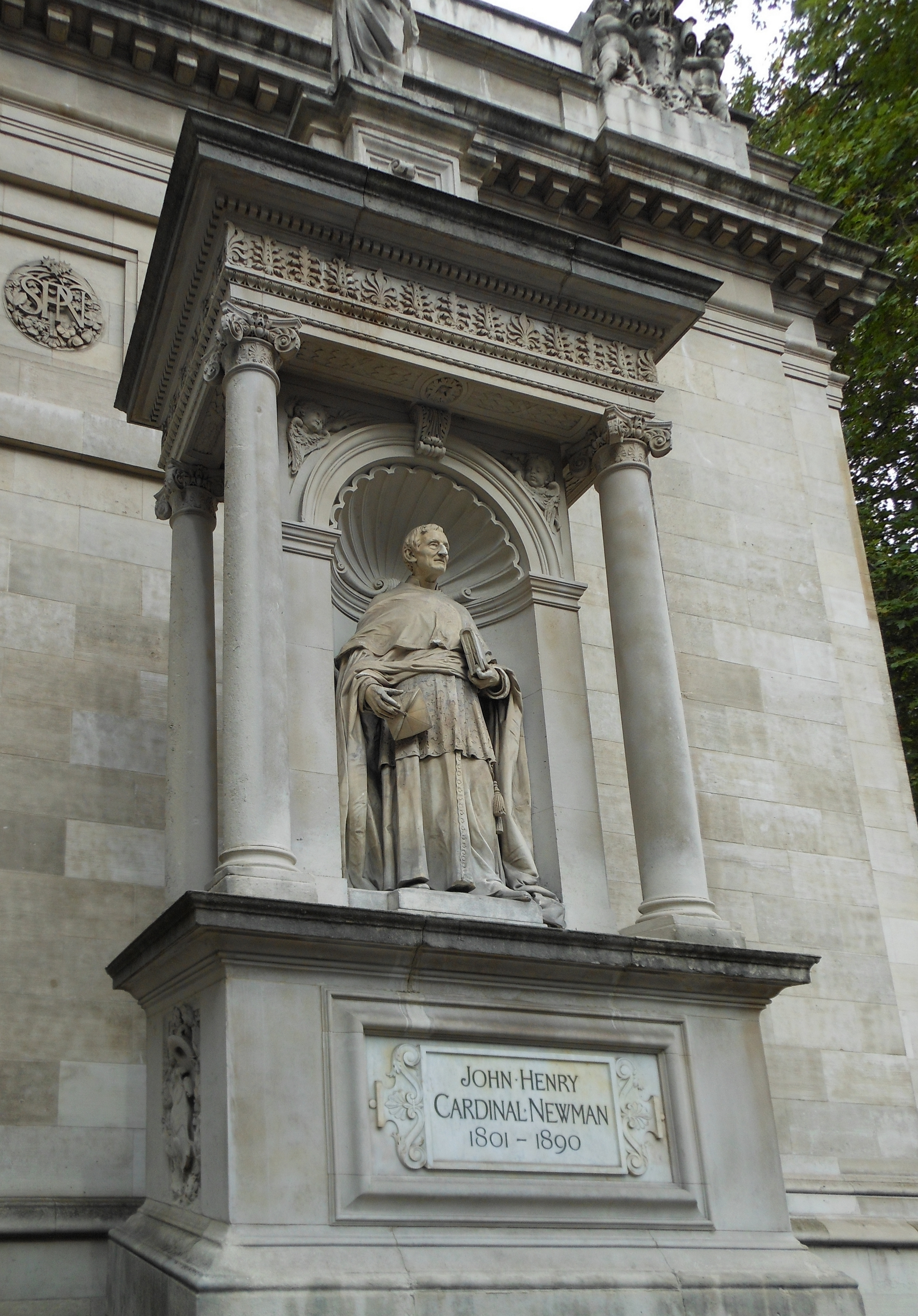
Kardinal-Newman-Denkmal

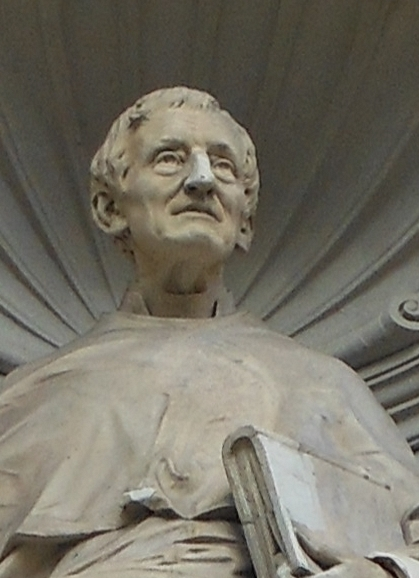
Detail

Das Kardinal-Newman-Denkmal im Londoner Bezirk Kensington and Chelsea erinnert an den englischen Theologen, Schriftsteller und Kardinal John Henry Newman (1801–1890, seliggesprochen 2010, heiliggesprochen 2019). Es steht an der Brompton Road westlich der Herz-Mariä-Kirche vor dem Konventsgebäude der Londoner Oratorianer (St Joseph’s Hall).

## Geschichte
John Henry Newman hatte nach seiner 1845 erfolgten Konversion zur römisch-katholischen Kirche in Birmingham den ersten englischen Oratorianerkonvent gegründet und Frederick William Faber mit der Schaffung der Londoner Niederlassung beauftragt. Nach Anfängen in der City of London entstanden bis 1884 Konventsgebäude und Kirche am heutigen Standort.
Nach Newmans Tod 1890 betrieb ein Komitee unter Vorsitz von Henry Fitzalan-Howard die Planung des Denkmals und die Sammlung der erforderlichen Geldmittel. Mit dem Entwurf des Architekturrahmens wurden George Frederick Bodley und Thomas Garner beauftragt. Die Porträtstatue Newmans schuf der französische Bildhauer Léon Chavalliaud, der von 1893 bis 1904 in London tätig war. Am 15. Juni 1896 wurde das Denkmal feierlich enthüllt.

## Beschreibung
Das Denkmal ist wie die benachbarten Gebäude der Oratorianer im Stil der italienischen Renaissance und des Frühbarock gehalten. Der rechteckige Architekturaufbau aus Portland-Stein besteht aus drei Etagen. Den Sockel bilden ein Unterbau aus Quadern sowie das Piedestal, in das eine ornamentierte Schriftplatte mit Namen und Lebensdaten des Dargestellten eingelassen ist. Darüber erhebt sich als Gehäuse der Statue eine Konche mit muschelförmigem Abschluss, umrahmt von vier ionischen Säulen, die ein flaches Dach mit floral geschmücktem Architrav tragen. Auf dem Dach steht auf einem weiteren kleinen Sockel eine Statue der Jungfrau Maria mit dem Kind.
Die lebensgroße Statue zeigt Newman im Kardinalsornat mit übergeworfener Capa. Das Birett hält er in der rechten Hand, in der linken ein geschlossenes Buch, zwischen dessen Seiten der Zeigefinger eine Stelle festhält. Der Kopf ist mit großer Ähnlichkeit nach den gemalten und fotografischen Porträts gestaltet: das hagere, abgeklärte Gesicht eines alten Mannes mit noch vollem Haar, Höckernase und ausgeprägten Tränensäcken, der in die Weite schaut und dabei doch das Unsichtbare zu suchen scheint.